# Weißensee Straße
Die Weißensee Straße (B 87) ist eine Landesstraße in Österreich. Sie führt vom Drautal über den Kreuzbergsattel in den Gailtaler Alpen ins Gailtal und hat eine Länge von 26,7 km. Ihren Namen hat die Straße vom Weißensee, den die Straße an seinem westlichen Ende passiert.

## Geschichte
Die Weißensee Straße gehört seit dem 1. Oktober 1972 zum Netz der Bundesstraßen in Österreich. Sie entstand aus der Verbindung von zwei früheren Landesstraßen:
- Die 18,7 km lange Gitschtaler Straße gehörte seit dem 1. Jänner 1872 zum Netz der Kärntner Landesstraßen.[2] Nach dem Anschluss Österreichs wurde diese Straße im Zuge der Vereinheitlichung des Straßensystems am 1. April 1940 in eine Landstraße I. Ordnung umgewandelt und als L.I.O. 5 bezeichnet.

Sie wurde bis 1972 als Kärntner Landesstraße Nr. 24 bezeichnet und führte von Hermagor über den Kreuzberg bis zur Weißensee Straße beim Kreuzwirt. 
- Die 14,5 km lange Weißensee Straße wurde bis 1972 als Kärntner Landesstraße Nr. 7 bezeichnet und führte von Greifenburg über Techendorf bis nach Neusach am Weißensee. Seit 1972 beginnt die 6,6 km lange Techendorfer Straße erst beim Kreuzwirt an der Bundesstraße.[3]